# أماليا زيف
أماليا زيف (بالعبرية: עמליה זיו‏) (14 ديسمبر 1964)؛ كاتِبة وشاعرة إسرائيلية.